# Elijah Hall
Elijah Hall-Thompson (ur. 22 sierpnia 1994 w Katy w stanie Teksas) – amerykański lekkoatleta specjalizujący się w biegach sprinterskich. 
W 2017, dzięki miejscu na podium podczas mistrzostw USA, zakwalifikował się do startu w biegu na 200 metrów podczas mistrzostw świata w Londynie. Kontuzja uniemożliwiła mu jednak start w tych zawodach.
Na mistrzostwach świata zadebiutował pięć lat później w Eugene, zdobywając srebrny medal w sztafecie 4 × 100 metrów.
Medalista mistrzostw Stanów Zjednoczonych. Stawał na najwyższym stopniu podium mistrzostw NCAA.

## Osiągnięcia
| Rok  | Impreza            | Miejsce | Konkurencja             | Lokata     | Wynik |
| ---- | ------------------ | ------- | ----------------------- | ---------- | ----- |
| 2022 | Mistrzostwa świata | Eugene  | sztafeta 4 × 100 metrów | 2. miejsce | 37,55 |

## Rekordy życiowe
- Bieg na 60 metrów (hala) – 6,52 (2018)
- Bieg na 100 metrów – 9,90 (2022)
- Bieg na 200 metrów (stadion) – 20,11 (2018)
- Bieg na 200 metrów (hala) – 20,02 (2018) – rekord Ameryki Północnej, 2. wynik w historii światowej lekkoatletyki